# Bengt Bengtsson
Bengt Folke Bengtsson (* 30. September 1897 in Tåssjö; † 10. Oktober 1977 in Stockholm) war ein schwedischer Turner und Offizier.

## Erfolge
Bengt Bengtsson nahm 1920 an den Olympischen Spielen in Antwerpen teil. Bei diesen gehörte er zur schwedischen Turnriege im Wettbewerb, der nach dem sogenannten schwedischen System ausgetragen wurde. Dabei traten insgesamt drei Mannschaften an, die insgesamt elf Übungen turnten. Sechs Juroren vergaben auf einer Skala von 0 bis 20 Punkten ihre Punkte für jede Übung, wobei der Schwierigkeitsgrad der geturnten Übung miteingerechnet wurde. Eine zwölfte Wertung wurde für die Ausführung der Übungen vergeben. Der Durchschnittswert aller sechs Juroren, je zwei aus den startenden Nationen, ergab dann schließlich die Endwertung. Die belgische Riege war dem Niveau der gegnerischen Turnriegen aus Schweden und Dänemark nicht gewachsen, zumal die schwedischen und dänischen Juroren ihre eigene Mannschaft bei der Punktevergabe bevorzugten. Da auch die belgischen Juroren ihre Mannschaft nur auf Rang drei sahen, schlossen die Belgier mit 1094 Punkten den Wettbewerb folglich auf dem dritten Platz ab. Olympiasieger wurden die Schweden mit 1364 Punkten vor Dänemark mit 1325 Punkten.
Bengtsson gewann zusammen mit Fausto Acke, Albert Andersson, Arvid Andersson, Helge Bäckander, Fabian Biörck, Erik Charpentier, Sture Ericsson, Konrad Granström, Helge Gustafsson, Åke Häger, Ture Hedman, Sven Johnson, Sven-Olof Jonsson, Karl Lindahl, Edmund Lindmark, Bengt Morberg, Frans Persson, Klas Särner, Curt Sjöberg, Gunnar Söderlindh, John Sörenson, Alf Svensén und Gösta Törner die Goldmedaille.
Bereits 1918 wurde Bengtsson Offizier beim schwedischen Heer. Bis 1940 stieg er bei der Artillerie zum Major auf und nahm am Winterkrieg teil. 1941 erfolgte die Beförderung zum Oberstleutnant. Gleichzeitig erfolgte die Versetzung in den Stab des Oberkommandos des Heeres, wo er für die Luftverteidigung zuständig war. Ab 1944 war er als Oberst zunächst Befehlshaber des Luftabwehr-Regiments in Göteborg und anschließend in Karlsborg. Von 1953 bis 1957 war er als Luftverteidigungsinspekteur des Heeres tätig.
Bengtsson war der jüngste Bruder des Schriftstellers Frans G. Bengtsson.